# Söregöl (Blackstads socken, Småland)
Söregöl är en sjö i Västerviks kommun i Småland och ingår i Botorpsströmmens huvudavrinningsområde.